# Billet de 10 francs Minerve
Pour les articles homonymes, voir 10 francs.
Recto
Verso
Chronologie
10 francs Mineur
Le 10 francs Minerve est un billet de banque français créé le 3 janvier 1916, émis à partir du 22 mai 1916 par la Banque de France, dans un premier temps jusqu'au 27 mars 1933 puis, entre 1939 et 1941. Il est le premier billet de 10 francs.

## Historique
Né dans le contexte économique de la Grande Guerre, le Gouvernement décide en 1915 la création d'un billet de 10 francs afin de pallier les effets de thésaurisation des espèces métalliques en argent et surtout en or.
Un premier projet est lancé, dessiné par Clément Serveau mais n'est pas retenu (il deviendra le billet de réserve de 300 francs en 1938).
Le type 1915 est privé de cours légal le 31 décembre 1933.
Ce billet est réémis à l'identique le 2 septembre 1939 jusqu'en 1941, avant d'être retiré de la circulation à compter du 5 juin 1951 puis d'être privé de cours légal le 1er janvier 1963. Il y a eu 2 151 200 000 de billets émis.

## Description
Recto et verso ont été peints par Georges Duval (mort en 1916) également l'auteur du verso du 5 francs Zodiaque et du recto du 5 francs violet. La gravure est de Romagnol.
Au recto la tête de minerve est inspirée du bronze d'Abert Carrier Belleuse.
Les motifs sont au recto une tête de Minerve en médaillon, supporté par un bouquet d'acanthes ; au verso une jeune paysanne assise de profil dans un champ, tenant une faucille, appuyée sur un boisseau et entourée d'une guirlande de feuilles de vigne et de grappes de raisin. Le chiffre "10" apparaît à gauche, en un bleu à peine plus contrasté, ce qui le rend parfois difficilement lisible.
Le filigrane blanc représente une tête de Mercure de profil.
La couleur est polychrome bleu deux tons et les dimensions sont de 138 mm x 88 mm.